# Liriomyza virginica
Liriomyza virginica este o specie de muște din genul Liriomyza, familia Agromyzidae, descrisă de Spencer în anul 1986.
Este endemică în Virginia. Conform Catalogue of Life specia Liriomyza virginica nu are subspecii cunoscute.